# Châtaincourt
Châtaincourt település Franciaországban, Eure-et-Loir megyében. Lakosainak száma 227 fő (2022. január 1.). Châtaincourt Escorpain, Boissy-en-Drouais, Allainville, Garancières-en-Drouais, Saulnières, Fontaine-les-Ribouts, Saint-Ange-et-Torçay és Laons községekkel határos.

## Népesség
A település népességének változása:
| Lakosok száma | 169  | 190  | 237  | 249  | 243  | 241  | 239  | 239  | 240  | 227  |
|               | 1968 | 1982 | 1990 | 2006 | 2013 | 2015 | 2017 | 2019 | 2020 | 2022 |